# 데지 미츠 걸
데지 미츠 걸(일본어: でーじミーツガール)는 라이덴 필름이 제작한 일본의 애니메이션이다.

## 줄거리
오키나와의 고교 1학년생인 히가세 마이는 친정인 「호텔 히가」에서 프런트 담당으로 아르바이트를 하면서 게으른 여름방학을 보내고 있었다. 어느 날, 「스즈키 이치로」라고 자칭하는 숙박객이 도쿄에서 온다. 스즈키가 오키나와에 오면서부터 호텔 안에서는 이상한 현상이 일어나기 시작해 방 안에서는 물고기들이 헤엄쳐 다니거나 천장을 뚫는 거대한 가주마루 나무가 출현하게 된다.